# Dalcio Giovagnoli
Dalcio Víctor Giovagnoli Barros (Rosario, 5 giugno 1963) è un allenatore di calcio ed ex calciatore argentino, di ruolo difensore.

## Palmarès

### Allenatore
- Campionato boliviano: 1

Oriente Petrolero: 2001
- Primera División (Cile): 1

Cobresal: Clausura 2015